# Nationalstraße 313 (China)
Die Nationalstraße 313 (chinesisch 313国道, Pinyin 313 Guódào, englisch China National Highway 313), chin. Abk. G313, war eine 821 km lange Fernstraße im Westen Chinas in der Provinz Gansu sowie im Autonomen Gebiet Xinjiang. Sie führte in Ost-West-Richtung von Guazhou über Dunhuang und Aksay nach Qakilik. Auf dem Teil zwischen Dunhuang und Aksay verläuft heute die Nationalstraße G215, weitere Teile wurden zu Provinzstraßen abgestuft.